# Smokin’ Parade
Smokin’ Parade (スモーキン‘パレヱド) ist eine Manga-Serie von Autor Jinsei Kataoka und Zeichner Kazuma Kondou, die von 2015 bis 2021 in Japan erschien. Der Action- und Science-Fiction-Manga wurde in mehrere Sprachen übersetzt. 

## Inhalt
Nach dem Tod ihrer Eltern wuchsen die Geschwister Yoko und Mirai im Waisenhaus auf, bis sie von Herrn Kakujo aufgenommen wurden. Bei ihm lebten sie nach einem strengen Familienkodex, während Yoko sich auch noch besonders um seine kleine Schwester kümmern musste, da sie beide Beine verloren hat. Kurz vor seinem 15. Geburtstag erhält seine geliebte Schwester dann endlich Prothesen vom Konzern „Amanotori“ und kann wieder laufen, was Yoko überglücklich macht. Doch an seinem Geburtstag dreht Mirai durch. Mit den Prothesen tötet und verstümmelt sie ihre Freundinnen und auch Yoko verliert einen Arm und ein Bein. Ihr Kopf mutiert zu einem Stoffhasenkopf, ehe die drei Kämpfer Midari, Matsugo und Akuta auftrauchen. Sie retten Yoko, aber müssen dafür Mirai töten. Der Junge wird zu ihrer Organisation gebracht, „Jackalope“. Diese bekämpft Menschen, die sich durch die Nebenwirkungen der Transplantationen verwandeln und eine Gefahr für andere werden. Die verwandelten werden »8∞8«-Spider genannt. Yoko wird angeboten, normale Implantate zu erhalten, die das bekannte Risiko tragen. Oder er erhält Kampfprothesen, wie sie die Angehörigen von Jackalope tragen. Zunächst will er mit der Organisation, deren Mitglieder seine Schwester getötet haben, nichts zu tun haben. Ein erneuter Angriff eines Spider lässt ihn jedoch seine Meinung ändern und er wird Teil der Truppe, in die er sich jedoch erst mühsam einfinden.

## Veröffentlichung
Die Serie erschien zunächst von August 2015 bis April 2021 im Magazin Gekkan Shōnen Ace beim Verlag Kadokawa Shoten. Dieser brachte die Kapitel von März 2016 bis Juli 2021 auch gesammelt in zehn Bänden heraus. Der zweite Band verkaufte sich über 22.000 Mal, der vierte über 16.000 Mal in der ersten Woche nach Veröffentlichung, womit es beide Bände in die Manga-Verkaufscharts schafften.
Eine deutsche Veröffentlichung, übersetzt von Luise Steggewentz, startete im Juni 2017 bei Tokyopop. Sie wurde im August 2023 mit dem zehnten Band abgeschlossen. Auf Französisch erschien die Serie bei Kana, auf Englisch bei Yen Press und auf Italienisch bei Planet Manga.